# ОШ „Вук Стефановић Караџић” Левосоје
ОШ „Вук Стефановић Караџић” у Левосоји, једна је од установа основног образовања на територији општине Бујановац.

## Настанак школе
Школа је почела са радом 1906. године при парохијском дому у центру села, да би се тек 1929. године у селу изградила зграда за основну школу, која је добила назив „Стефан Дечански”. То име је задржала до децембра 1963. године, када је одлуком СО Бујановац, школи дат нови назив „Боро и Рамиз”, јер су у школи припојена физички издвојена одељења из села Несалца, Летовице и Врбана у којима се настава изводила и на албанском језику. То име задржава све до 1988. године када се албанска одељења издвајају па школа добија ново, садашње име.

## Школа данас
Године 2002. у селу је изграђена нова модерна школа, а средства су обезбедили Америчка организација CHF, Влада Републике Србије и Општина Бујановац. Школа има осам класичних учионица, два кабинета за информатику и комбиновани кабинет за физику и хемију, кухињу са трпезаријом и пратеће просторије за наставно и административно особље. У саставу школе је и део за предшколску децу који је савремено опремљен. Централна школа у Левосоју у свом саставу има  два физички издвојена одељења у селу Ослару и Боровцу у којима се настава изводи од првог до четвртог разреда.